# Złotno
Złotno est une localité polonaise de la gmina de Szczytna, située dans le powiat de Kłodzko en voïvodie de Basse-Silésie.